# Carl Fogarty

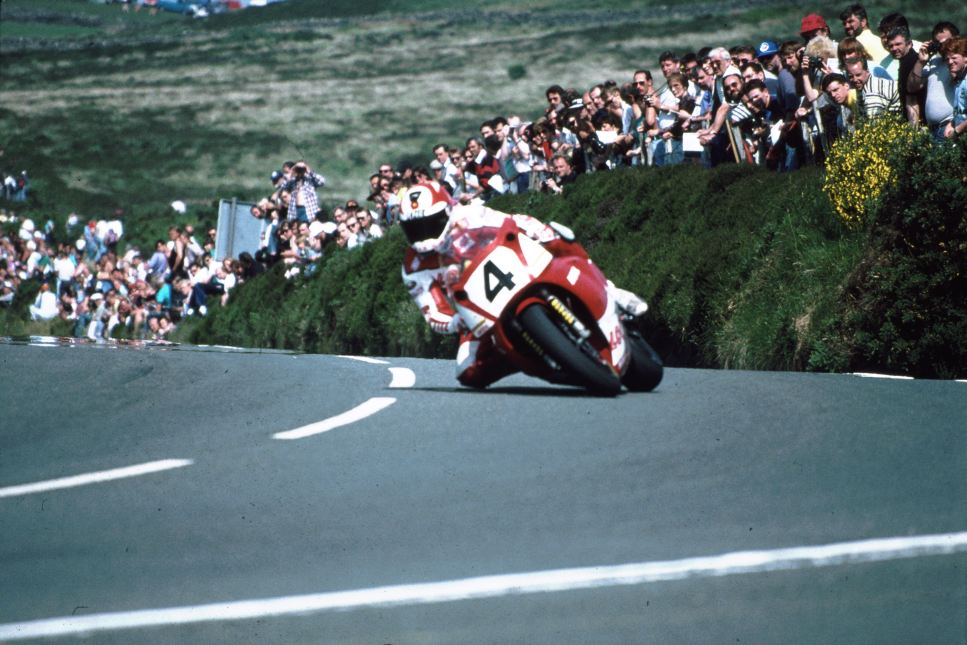
'Foggy' auf Yamaha bei Creg-ny-Baa auf der Isle of Man

Carl Fogarty (* 1. Juli 1965 in Blackburn, North West England, England) ist ein ehemaliger britischer Motorradrennfahrer. Bis heute ist er einer der erfolgreichsten Piloten in der Geschichte der Superbike-Weltmeisterschaft.

## Karriere
Fogarty, auch Foggy genannt, gewann die Superbike-WM vier Mal. Er ist bekannt für seine hohen Kurvengeschwindigkeiten und war auch erfolgreich bei der Tourist Trophy auf der Isle of Man. 1992 stellte er mit einer 750-cm³-Yamaha einen neuen Rundenrekord auf. Für die 60,7 km lange Runde auf dem Snaefell Mountain Course benötigte Fogarty 18 Minuten und 18,8 Sekunden, was einer Durchschnittsgeschwindigkeit von 198,93 km/h entsprach. Dieser Rekord wurde erst sieben Jahre später von Jim Moodie auf einer Honda RC45 gebrochen.
Nach einem Rennunfall im australischen Phillip Island im Jahr 2000 musste Foggy aus gesundheitlichen Gründen vom aktiven Rennsport zurücktreten. Carl Fogarty ist bis heute mit vier Weltmeistertiteln und 59 Rennsiegen einer der erfolgreichsten Fahrer der Superbike-WM.
Im Jahr 2002 stellte Ducati zu seinen Ehren ein limitiertes Modell (nur 300 Stück) vor, die Monster S4 Fogarty. Legendär sind seine (zumeist) erfolgreichen Kämpfe mit Scott Russell, Aaron Slight und Troy Corser.
Von 2003 bis 2006 war er Teamchef des Foggy Petronas Racing Team und trat mit der Petronas FP1 in der Superbike-WM an.

## Trivia
2014 nahm er an der 14. Staffel der britischen Fernsehshow I’m a Celebrity…Get Me Out of Here! teil, welche er gewann.

## Statistik

### Erfolge
- 1988 – TT-F1-Weltmeister auf Honda
- 1989 – TT-F1-Weltmeister auf Honda
- 1990 – Sieger des TT-F1-FIM Cups auf Honda
- 1992 – Langstrecken-Weltmeister auf Kawasaki
- 1994 – Superbike-Weltmeister auf Ducati
- 1995 – Superbike-Weltmeister auf Ducati
- 1998 – Superbike-Weltmeister auf Ducati
- 1999 – Superbike-Weltmeister auf Ducati

### Isle-of-Man-TT-Siege
| Jahr | Klasse                     | Maschine | Durchschnittsgeschwindigkeit |
| ---- | -------------------------- | -------- | ---------------------------- |
| 1989 | Production 750cc (750 cm³) | Honda    | 114,68 mph (184,56 km/h)     |
| 1990 | Senior                     | Honda    | 110,95 mph (178,56 km/h)     |
| 1990 | TT-F1                      | Honda    | 118,53 mph (190,76 km/h)     |

### North-West-200-Siege
| Jahr | Klasse             | Maschine | Durchschnittsgeschwindigkeit |
| ---- | ------------------ | -------- | ---------------------------- |
| 1993 | Superbike Rennen 1 | Ducati   | 121,86 mph (196,11 km/h)     |
| 1993 | Superbike Rennen 2 | Ducati   | 122,76 mph (197,56 km/h)     |

### Weitere Rennsiege
- 1992 – Sieg beim Macau-Grand-Prix auf Yamaha
- 2 Ulster-Grand-Prix-Siege

### In der Motorrad-Weltmeisterschaft
| Saison | Klasse  | Motorrad      | Rennen | Siege | Zweiter | Dritter | Poles | Schn. Runden | Punkte | Ergebnis |
| ------ | ------- | ------------- | ------ | ----- | ------- | ------- | ----- | ------------ | ------ | -------- |
| 1979   | 500 cm³ | Suzuki        | 1      | –     | –       | –       | –     | –            | –      | –        |
| 1986   | 250 cm³ | Yamaha        | 1      | –     | –       | –       | –     | –            | –      | –        |
| 1990   | 500 cm³ | Honda         | 4      | –     | –       | –       | –     | –            | 24     | 18.      |
| 1992   | 500 cm³ | Harris-Yamaha | 1      | –     | –       | –       | –     | –            | –      | –        |
| 1993   | 500 cm³ | Cagiva        | 1      | –     | –       | –       | –     | –            | 13     | 23.      |
| Gesamt | Gesamt  | Gesamt        | 8      | 0     | 0       | 0       | 0     | 0            | 37     |          |

### In der Superbike-Weltmeisterschaft
| Saison | Team                          | Motorrad         | Rennen | Siege | Zweiter | Dritter | Poles | Schn. Runden | Punkte | Ergebnis    |
| ------ | ----------------------------- | ---------------- | ------ | ----- | ------- | ------- | ----- | ------------ | ------ | ----------- |
| 1989   | Appleby Glade                 | Honda RC30       | 2      | –     | –       | –       | –     | –            | 12     | 44.         |
| 1990   | Honda Britain                 | Honda RC30       | 6      | –     | –       | –       | –     | –            | 30     | 19.         |
| 1991   | Silkolene Honda Britain       | Honda RC30       | 20     | –     | –       | –       | –     | –            | 146    | 7.          |
| 1992   | Sports Motorcycles            | Ducati 888       | 18     | 1     | 1       | –       | 1     | 2            | 134    | 9.          |
| 1992   | Team Kawasaki France          | Kawasaki ZXR 750 | 2      | –     | –       | –       | –     | –            | 134    | 9.          |
| 1993   | Team Raymond Roche Ducati     | Ducati 888       | 25     | 11    | 2       | 2       | 6     | 10           | 349,5  | 2.          |
| 1994   | Ducati Corse Virginio Ferrari | Ducati 916       | 20     | 10    | 4       | –       | 6     | 10           | 305    | Weltmeister |
| 1995   | Ducati Corse Virginio Ferrari | Ducati 916       | 24     | 13    | 6       | –       | 4     | 9            | 478    | Weltmeister |
| 1996   | Castrol Honda                 | Honda RC45       | 24     | 4     | 2       | 3       | –     | 2            | 331    | 4.          |
| 1997   | Ducati Corse ADVF             | Ducati 916       | 24     | 6     | 5       | 4       | –     | 4            | 358    | 2.          |
| 1998   | Ducati Performance            | Ducati 916       | 24     | 3     | 6       | 5       | –     | 2            | 351,5  | Weltmeister |
| 1999   | Ducati Performance            | Ducati 996       | 26     | 11    | 6       | 2       | 4     | 7            | 489    | Weltmeister |
| 2000   | Ducati Infostrada             | Ducati 996       | 4      | –     | 1       | 1       | –     | 2            | 36     | 26.         |
| Gesamt | Gesamt                        | Gesamt           | 219    | 59    | 33      | 17      | 21    | 48           | 3020   | 4 WM-Titel  |